# Peter Yorke Millns
 (octobre 2020).
Pour l’article homonyme, voir Yorke.
Peter Yorke Millns (1933-1955), est un astronome anglais.

## Biographie
Peter Yorke Millns est né le 1er mai 1933 à Rotherham, Yorkshire, Grande Bretagne. Après des études à la Rotherham Grammar School, il entre à l'Université de Manchester dont il sort diplômé en juin 1954. Il est intéressé par les recherches de Vassili Fessenkov et Grigory Shajn sur la distribution de l'hydrogène dans l'espace intergalactique. Il commence ses observations à l'Observatoire du Sphinx. Il meurt le 19 décembre 1955 non loin de l'observatoire en tombant dans une crevasse. Son corps, retrouvé deux jours plus tard, est ramené en Angleterre où il est enterré à Wickersley le 27 décembre.

## Distinctions
- Il est élu fellow of the Royal Astronomical Society en 1955[1].